# 清水武則
淸水 武則（しみず たけのり）は、日本の外交官。2011年（平成23年）9月1日から2016年（平成28年）12月20日までモンゴル駐箚特命全権大使。

## 人物・経歴
大分県九重町飯田出身。大分県立別府鶴見丘高等学校を経て、1975年（昭和50年）中央大学法学部を卒業、外務専門職試験に合格し、外務省に入省。1976年（昭和51年）からイギリスのリーズ大学でモンゴル語研修、1977年（昭和52年）からモンゴル国立大学に留学しモンゴル語研修。
1985年-1989年在カナダ日本大使館で広報文化担当官、1989年から2度目のモンゴル在勤、1997年-1999年(財）フォーリン・プレスセンター取材協力課長、1999年-2002年在アメリカ合衆国日本国大使館で領事部長、2002年-2005年3度目のモンゴル在勤として在モンゴル日本国大使館参事官、2005年外務省総合外交政策局国連政策課企画官、外務省大臣官房広報文化交流部総合計画課企画官、外務省福利厚生室長、2010年（平成22年）7月、外務省広報文化交流部国際文化協力室長を経て、2011年（平成23年）9月1日から4回目のモンゴル在勤としてモンゴル駐箚特命全権大使。2016年12月20日退官。2017年4月1日から千葉工業大学審議役。

## 受賞
- 1991年（平成3年）- モンゴル国文化省文化功労者賞 ／ モンゴル馬頭琴協会第一号外国会員
- 1992年（平成4年）- モンゴル政府表彰（外交関係樹立20周年）
- 1998年（平成10年）- モンゴル力士ファン倶楽部設立（代表幹事）
- 2004年（平成16年）- モンゴル国教育科学省教育分野功労者賞
- 2005年（平成17年）- モンゴル国大蔵省経済功労者賞
- 2010年（平成22年）- 民主化20周年大統領表彰
- 2013年（平成25年）- モンゴル大学モンゴル友好賞
- 2014年（平成26年）- モンゴル商工会議所シルクロード賞（二国間関係の増進に貢献） ／ モンゴル首都375周年記念メダル表彰
- 2015年（平成27年）- モンゴル国災害対策功労者賞 ／ スフバートル区創設50周年記念メダル表彰 ／ モンゴル国労働功績紅旗勲章（日本人として初の高位勲章） ／ 教師功績賞（シニア教師連合会）
- 2016年（平成28年）- モンゴル農牧省農牧功労者賞 ／ モンゴル国防省国際協力賞 ／ ウランバートル市最高勲章ガルーダ賞 ／ モンゴル平和友好協会友好金星賞

## 教育・研究
- 日本貿易振興会（JETRO）モンゴル研究会委員（1994年度－1998年度）
- 東京農業大学非常勤講師（1996年度）
- モンゴル大学モンゴル友好賞（2013年）
- モンゴル国立科学技術大学名誉博士（2015年）
- モンゴル国立医療科学大学名誉博士（2015年）

## 日本における著作・寄稿
- 日本への関心を募らせる草原の国（1989年　外交8月号）
- 現地報告モンゴル（1991年　外交フォーラム2月号）
- モンゴル入門（1993年　三省堂　共著）
- 国造りに励む新生モンゴル（1993年　地図ニュース5月号）
- モンゴルの民主化(1993年　日本貿易会会報9月号）
- ジンギスカンの国は市場経済へ（1994年　バンガード6月号）
- 新生モンゴルー脱社会主義への挑戦ー（1995年　JETRO　共著）
- 私の語学修行　民主化のおかげ（1995年　外交2月号）
- 馬頭琴の演奏から広がった人脈（1997年　外交2・3月合併号）
- モンゴルの対外関係の現状と展望ー現代モンゴルの諸相（2006年　日本モンゴル協会）
- 最近のモンゴル・ロシア関係の動きと資源開発（2007年　「日本とモンゴル」第2号）
- 近くなったモンゴル（2007年　外交フォーラム）
- 2007年のモンゴル外交（2008年　「日本とモンゴル」第2号）
- モンゴルにおける日本のプレゼンスの低下と中国の台頭（2009年　「日本とモンゴル」）
- 2009年ーモンゴルの資源外交上歴史に残る1年（復権を図るロシア、静かに浸透する中国）（「日本とモンゴル」2010年）
- モンゴルをめぐる資源外交ータバントルゴイ炭田を中心にー（現代モンゴルの諸相'10、2011年3月、日本モンゴル協会）

## 日本での同人関係の報道
- 日本の外交　人と思想　（朝日新聞1992年2月4日）
- 草原の遺産　（読売新聞1995年6月12日　インタビュー）
- モンゴル3力士にファン倶楽部（1998年2月16日　サンスポ等各紙）
- 日本大使館「緊急情報」をEメイル配信（2001年10月19日　米国読売）
- モンゴルとの友好（2001年11月23日　産経新聞）
- あこがれの国日本（2003年6月24日　河北新報）
- 草原の国　片思いを理解に（2005年4月22日読売新聞夕刊）
- モンゴルには海がある（2005年11月号　じえろ）
- お疲れ様！清水武則さん（2005年9月10日　モンゴル通信、モンツァメ通信社）
- 仕事に賭けるー外交官として半生をモンゴルに（2007年2月25日　中央大学新聞）

## 同期
- 河相周夫（12年外務事務次官・10年内閣官房副長官補）
- 別所浩郎（12年駐韓大使・10年外務審議官）
- 奥田紀宏（13年駐カナダ大使・10年駐エジプト大使・08年国連次席大使）
- 谷崎泰明（13年外務省研修所長・10年駐ベトナム大使）
- 三輪昭（14年関西担当大使・10年駐ブラジル大使・08年駐ポルトガル大使）
- 鈴木庸一（13年駐フランス大使・10年駐シンガポール大使）
- 持田繁（10年国連事務総長副特別代表）
- 門司健次郎（13年ユネスコ代表部大使・10年駐カタール大使）
- 渥美千尋（11年駐アイルランド大使・08年駐パキスタン大使）
- 山口寿男（07年駐ノルウェー大使・06年駐イラク大使）
- 岸野博之（13年駐ラオス大使・10年駐エチオピア大使）
- 水城幾雄（10年駐パナマ大使）
- 江川明夫（13年駐スロバキア大使・10年駐ザンビア大使）
- 竹内春久（13年駐シンガポール大使・11年駐沖縄担当大使・08年駐イスラエル大使）
- 西林万寿夫（13年駐ギリシャ大使・10年兼北極担当大使・12年文化交流担当大使・09年駐キューバ大使）
- 篠塚保（12年国際テロ対策・組織犯罪対策協力担当兼サイバー政策担当大使・09年駐バングラデシュ大使）
- 蒲原正義（13年駐カザフスタン大使・12年査察担当大使・9年駐グルジア大使）
- 森元誠二（13年駐スウェーデン大使・08年駐オマーン大使）
- 小林祐武（98年外務省経済局総務参事官室課長補佐）
- 椿秀洋（12年駐ボリビア大使）
- 庄司隆一（11年駐ナイジェリア大使）
- 隈丸優次（13年駐カンボジア大使）
- 藤田順三（13年駐ウガンダ大使）
- 丸尾眞（12年科学技術協力担当大使・10年駐キルギス大使）
- 名井良三（13年駐アンゴラ大使）
- 福田米蔵（11年駐ジンバブエ大使）
- 大部一秋（13年駐ウルグアイ大使）